# Liste de villes d'Afrique du Sud
Les villes d'Afrique du Sud se distinguent en communes et cités urbaines aux statuts administratifs complexes.

## Historique
Jusqu’en 1948, les villes sud-africaines étaient des villes bâties sur le modèle colonial britannique, certaines étant industrielles et minières. Les populations vivaient séparément mais une mixité sociale et raciale était parfois tolérée dans certains quartiers.
Durant la période de l’apartheid, les populations étaient strictement séparées dans leur lieu d'habitation selon leur appartenance raciale (Noir, Blanc, Métis, Indiens). Cette séparation se traduisait dans l’espace urbain. Les villes blanches (aérées, peu denses, riches, avec des espaces verts) côtoyaient des villes noires, souvent des townships pauvres, aux densités extrêmes.
Après l'apartheid, la ségrégation sociale recoupant des critères raciaux s'est renforcée. Les anciens quartiers résidentiels blancs des classes moyennes ou aisées sont devenus les quartiers riches et sont les seuls à avoir connu un peu plus de mixité raciale, mais non sociale. Les quartiers noirs pauvres sont restés identiques socialement à ce qui existait sous l'apartheid.
Les villes sud-africaines ont été administrativement redécoupées à la fin des années 1990 pour intégrer les villes et les townships dans de nouvelles municipalités urbaines ou rurales.

## Municipalités d'Afrique du Sud
L'Afrique du Sud compte huit municipalités métropolitaines ainsi que 231 municipalités locales et 47 municipalités régionales. Toutes ces municipalités englobent également les townships ainsi que les bidonvilles bâtis de manière anarchique. 
Les principales municipalités figurent ci-dessous.
| Nom                | Code | Province       | Siège          | Superficie (km²) | Population (2011) | Densité (per km²) |
| ------------------ | ---- | -------------- | -------------- | ---------------- | ----------------- | ----------------- |
| Buffalo City       | BUF  | Cap-Oriental   | East London    | 2 536            | 755 200           | 297,8             |
| Le Cap             | CPT  | Cap-Occidental | Le Cap         | 2 460            | 3 740 026         | 1 520,3           |
| Johannesbourg      | JHB  | Gauteng        | Johannesbourg  | 1 645            | 4 434 827         | 2 695,9           |
| Tshwane            | TSH  | Gauteng        | Pretoria       | 6 345            | 2 921 488         | 460,4             |
| Ekurhuleni         | EKU  | Gauteng        | Germiston      | 1 924            | 3 178 470         | 1 652,0           |
| eThekwini          | ETH  | KwaZulu-Natal  | Durban         | 2 292            | 3 442 361         | 1 501,9           |
| Mangaung           | MAN  | État-Libre     | Bloemfontein   | 6 284            | 747 431           | 118,9             |
| Nelson Mandela Bay | NMA  | Cap-Oriental   | Port Elizabeth | 1 959            | 1 152 115         | 588,1             |

| Municipalité locale                 | Population totale 2001 | Dont population urbaine 2001 |
| ----------------------------------- | ---------------------- | ---------------------------- |
| Emfuleni (chef-lieu Vereeniging)    | 658 420                | 512 443                      |
| Matlosana (chef-lieu Klerksdorp)    | 359 202                | 319 195                      |
| Matjhabeng (chef-lieu Welkom)       | 408 170                | 302 234                      |
| Newcastle                           | 332 981                | 235 775                      |
| Mogale City (chef-lieu Krugersdorp) | 289 835                | 202 618                      |

## Une demande de logement insatisfaite
Aujourd'hui[Quand ?], plus de 7 millions de Sud-Africains, sur une population de 44,8 millions, vivent dans des bidonvilles. Depuis la fin de l'apartheid, des milliers de gens ont envahi et squatté les centres urbains alors qu'aux abords des townships, des dizaines de milliers de taudis se sont construits de façon totalement anarchique et ne disposent ni d'eau ni d'électricité.
Depuis 1994, le gouvernement a construit plus de 1,5 million de maisons et construit chaque année plus de 100 000 habitations préfabriquées, montées en moins de deux jours.
Bien que ce soit une priorité du gouvernement, c'est insuffisant pour faire face à la demande.
Selon l'Institut national des statistiques, en 2006, le taux d'accroissement de la population de 1,4 % par an, devrait atteindre 2,9 % dans des grandes métropoles et 3,3 % dans les villes moyennes.

## Élections municipales du1ermars 2006
Avec un taux de participation de 48,38 %, l'ANC a obtenu 66 % des suffrages (contre 60 % en 2000) représentant 3 527 sièges de conseillers municipaux et le contrôle absolue de 200 des 284 municipalités. Elle augmente ses majorités partout mais à Tshwane réalise une contre-performance en ne gagnant qu'un seul point alors que les habitants de Pretoria se sont mobilisés en masse pour apporter leurs voix à l'opposition (près de 68 % des voix sur Pretoria pour la DA et le Front de la liberté) qui avait fait de cette élection, un référendum sur le sentiment des prétoriens quant au changement de nom de la capitale  sud-africaine.
L'Alliance démocratique emporte 16 % des suffrages et 646 sièges (sept municipalités dont la conquête sur l'ANC du conseil de Midvaal au Gauteng avec 56 % des voix et la majorité relative des sièges au Cap) 
L'Inkatha Freedom Party avec 233 sièges remporte 25 municipalités.
Les démocrates indépendants avec 123 sièges sont les faiseurs de rois dans plusieurs municipalités dont Le Cap où aucune majortié absolue ne s'est dégagée.
Chez les petits partis, le parti démocrate africain uni et le parti chrétien démocrate africain emportent chacun 56 sièges alors que l'extrême gauche du Congrès Pan Africain (0,86 %) plafonne à 53 sièges et que le Front de la liberté de la droite afrikaner (0,68 %) sauve 44 sièges (et la mairie d'Orania).
Marginalisé par rapport à son score de 2000, le Mouvement démocratique uni (United Democratic Movement -UDM) ne retrouve que 36 sièges, concurrencé par la dissidence du Front indépendant uni (0,27 %) de Malizole Diko, qui obtient 17 sièges.

## Liste des agglomérations d'Afrique du Sud

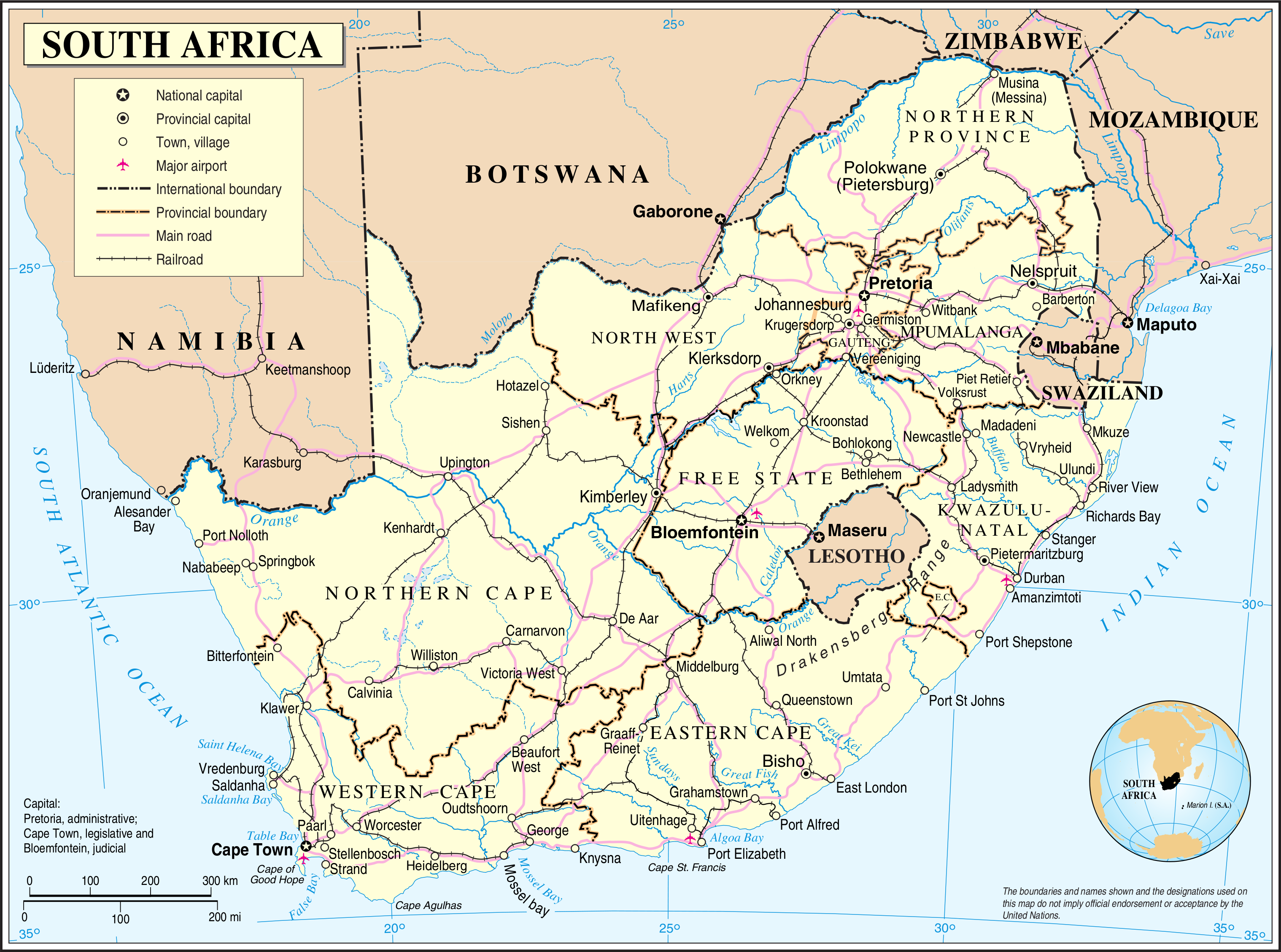
Carte d'Afrique du Sud

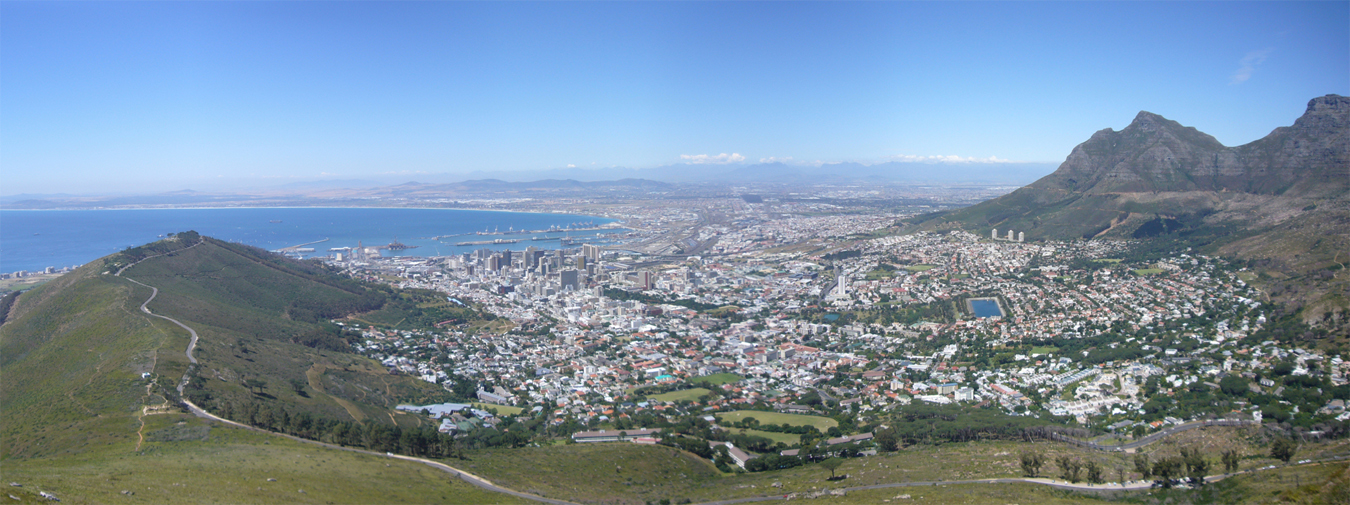
Le Cap

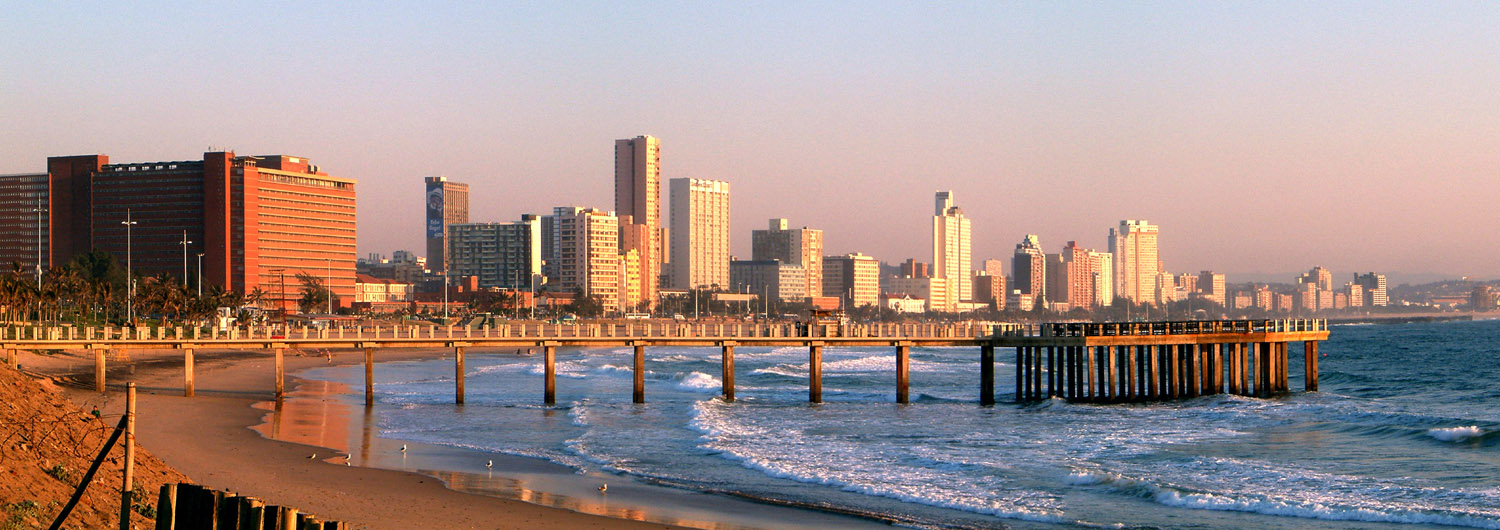
Durban

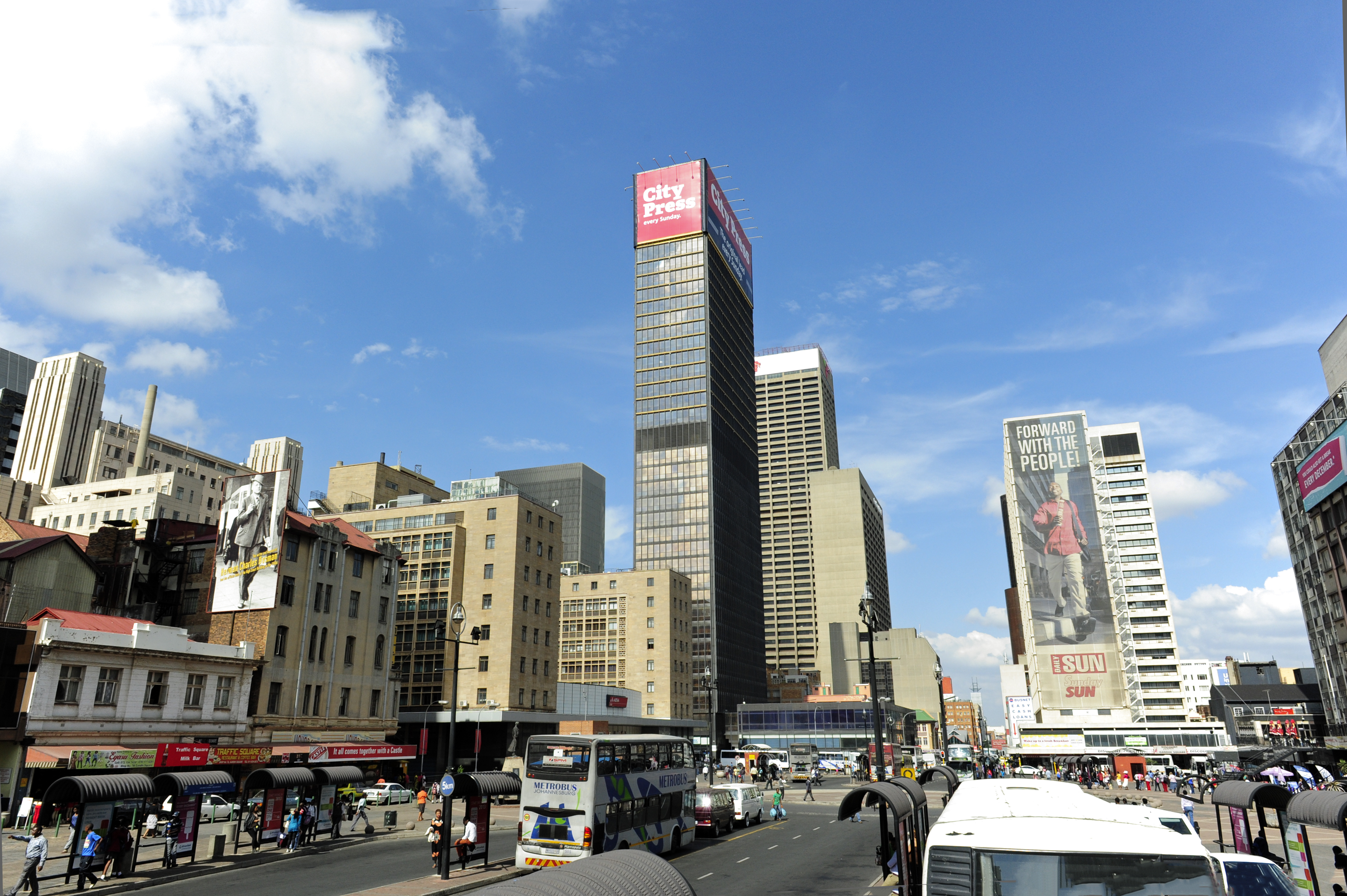
Johannesburg

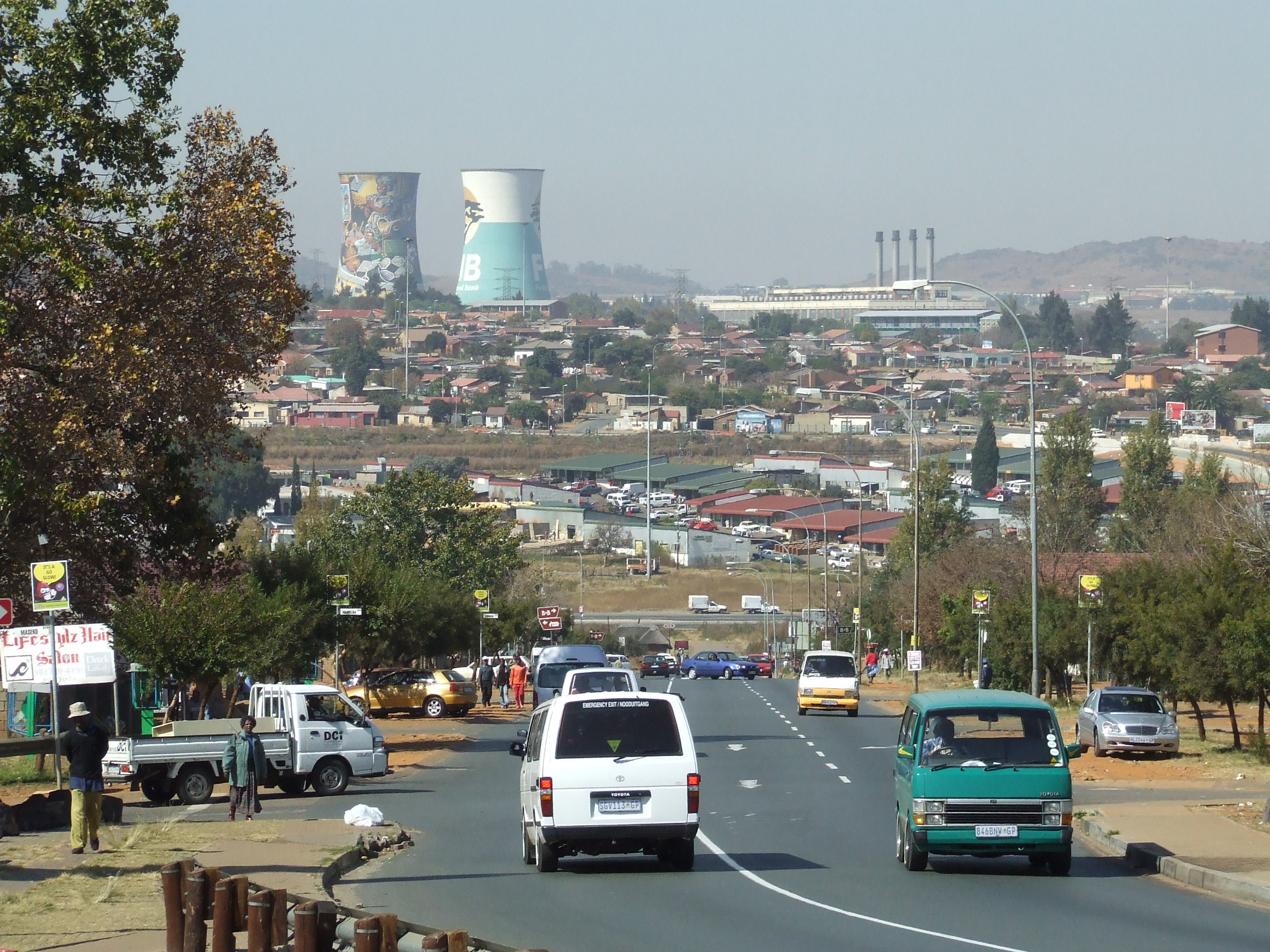
Soweto

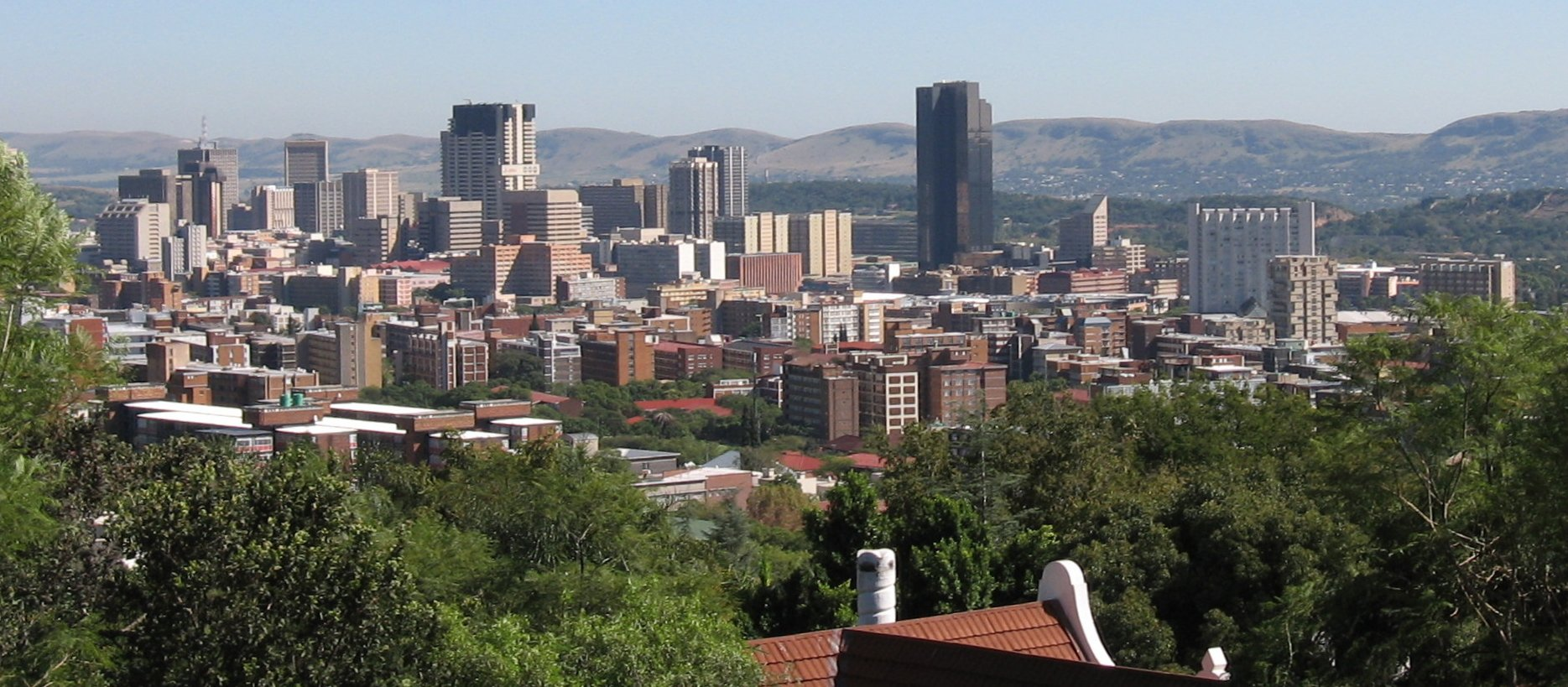
Pretoria

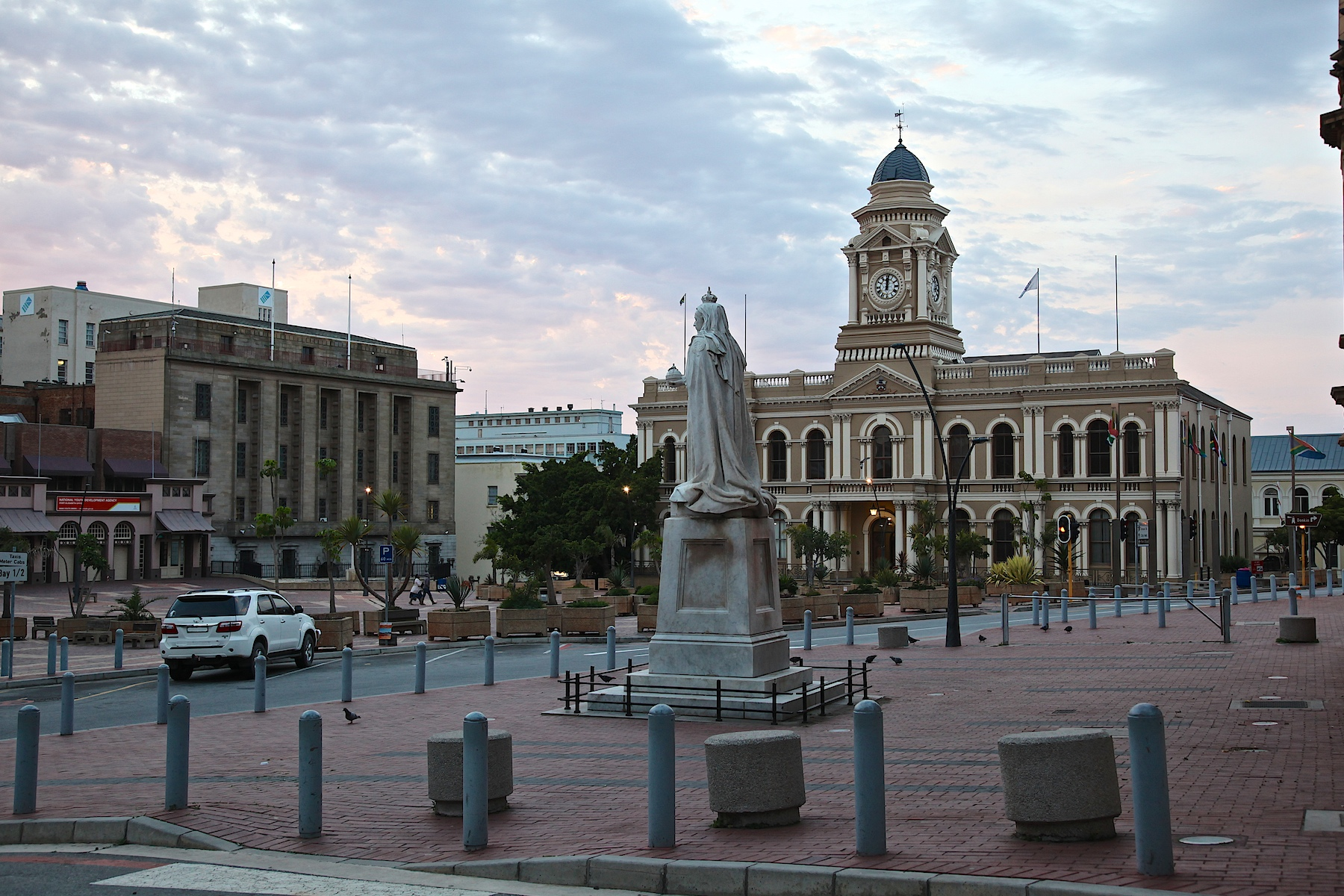
Port Elizabeth

| Rang | Nom              | Population  | Population  | Population  | Province       |
| Rang | Nom              | 1991        | 1996        | 2007        | Province       |
| ---- | ---------------- | ----------- | ----------- | ----------- | -------------- |
| 1    | Le Cap           | +1 891 092, | +2 415 408, | +3 660 197, | Cap-Occidental |
| 2    | Durban           | +1 764 605, | +2 117 700, | +3 368 631, | KwaZulu-Natal  |
| 3    | Johannesbourg    |             | +1 480 530, | +2 156 367, | Gauteng        |
| 4    | Soweto           | +0885 421,  | +1 098 094, | +1 839 146, | Gauteng        |
| 5    | Pretoria         | +0936 419,  | +1 104 479, | +1 757 505, | Gauteng        |
| 6    | Port Elizabeth   | +0633 406,  | +0749 845,  | +1 017 820, | Cap-Oriental   |
| 7    | Pietermaritzburg | +0261 833,  | +0382 936,  | +0845 843,  | KwaZulu-Natal  |
| 8    | Benoni           | +0286 272,  | +0365 467,  | +0671 064,  | Gauteng        |
| 9    | Tembisa          | +0209 238,  | +0282 272,  | +0577 356,  | Gauteng        |
| 10   | Vereeniging      | +0071 255,  | +0346 800,  | +0505 108,  | Gauteng        |
| 11   | Bloemfontein     | +0278 344,  | +0334 112,  | +0498 404,  | État-Libre     |
| 12   | Boksburg         | +0195 905,  | +0260 905,  | +0489 540,  | Gauteng        |
| 13   | Welkom           | +0156 658,  | +0235 649,  | +0483 735,  | État-Libre     |
| 14   | Newcastle        | +0212 777,  | +0258 836,  | +0447 308,  | KwaZulu-Natal  |
| 15   | East London      |             | +0409 339,  | +0422 112,  | Cap-Oriental   |
| 16   | Krugersdorp      | +0143 264,  | +0204 128,  | +0419 588,  | Gauteng        |
| 17   | Brakpan          | +0130 380,  | +0171 359,  | +0347 019,  | Gauteng        |
| 18   | Botshabelo       | +0118 926,  | +0177 971,  | +0338 313,  | État-Libre     |
| 19   | Richards Bay     | +0023 328,  | +0072 646,  | +0297 478,  | KwaZulu-Natal  |
| 20   | Witbank          | +0114 612,  | +0167 181,  | +0287 538,  | Mpumalanga     |
| 21   | Centurion        | +0080 552,  | +0114 575,  | +0272 243,  | Gauteng        |
| 22   | Vanderbijlpark   | +0284 873,  | +0253 335,  | +0247 892,  | Gauteng        |
| 23   | Uitenhage        | +0177 314,  | +0192 120,  | +0242 296,  | Cap-Oriental   |
| 24   | Alberton         |             | +0147 948,  | +0215 484,  | Gauteng        |
| 25   | Somerset West    | +0080 917,  | +0112 489,  | +0199 556,  | Cap-Occidental |
| 26   | Paarl            | +0115 581,  | +0140 376,  | +0198 096,  | Cap-Occidental |
| 27   | George           | +0063 895,  | +0094 121,  | +0197 056,  | Cap-Occidental |
| 28   | Klerksdorp       | +0133 300,  | +0141 313,  | +0194 449,  | Nord-Ouest     |
| 29   | Carletonville    | +0174 533,  | +0165 149,  | +0192 235,  | Gauteng        |
| 30   | Springs          | +0153 992,  | +0160 795,  | +0190 754,  | Gauteng        |
| 31   | Midrand          |             | +0126 400,  | +0184 099,  | Gauteng        |
| 32   | Vryheid          | +0025 099,  | +0053 228,  | +0175 119,  | KwaZulu-Natal  |
| 33   | Embalenhle       | +0056 502,  | +0077 896,  | +0169 343,  | Mpumalanga     |
| 34   | Middelburg       | +0075 252,  | +0104 189,  | +0169 288,  | Mpumalanga     |
| 35   | Orkney           | +0052 046,  | +0075 324,  | +0168 500,  | Nord-Ouest     |
| 36   | Westonaria       |             | +0114 580,  | +0166 884,  | Gauteng        |
| 37   | Epumalanga       | +0062 140,  | +0081 714,  | +0155 676,  | KwaZulu-Natal  |
| 38   | Nigel            | +0076 517,  | +0091 724,  | +0154 936,  | Gauteng        |
| 39   | Randfontein      | +0086 491,  | +0098 169,  | +0142 363,  | Gauteng        |
| 40   | Brits            | +0027 152,  | +0051 171,  | +0141 124,  | Nord-Ouest     |
| 41   | Virginia         | +0037 894,  | +0061 006,  | +0138 737,  | État-Libre     |
| 42   | Worcester        | +0054 371,  | +0076 896,  | +0138 667,  | Cap-Occidental |
| 43   | Bhisho           |             | +0133 307,  | +0137 467,  | Cap-Oriental   |
| 44   | Kimberley        | +0152 200,  | +0170 430,  | +0135 825,  | Cap-Nord       |
| 45   | Polokwane        | +0083 262,  | +0093 629,  | +0132 392,  | Limpopo        |
| 46   | Potchefstroom    | +0101 083,  | +0106 047,  | +0129 324,  | Nord-Ouest     |
| 47   | Emnambithi       | +0085 121,  | +0089 080,  | +0129 225,  | KwaZulu-Natal  |
| 48   | Rustenburg       |             | +0106 855,  | +0127 505,  | Nord-Ouest     |
| 49   | Bethal           | +0021 244,  | +0042 803,  | +0118 043,  | Mpumalanga     |
| 50   | Queenstown       | +0032 871,  | +0053 963,  | +0114 940,  | Cap-Oriental   |
| 51   | Mbombela         | +0079 065,  | +0094 714,  | +0114 607,  | Mpumalanga     |
| 52   | Phalaborwa       |             | +0098 201,  | +0111 447,  | Limpopo        |
| 53   | Delmas           | +0018 080,  | +0036 238,  | +0111 331,  | Mpumalanga     |
| 54   | Kroonstad        | +0078 543,  | +0086 930,  | +0108 147,  | État-Libre     |
| 55   | Odendaalsrus     | +0042 354,  | +0057 079,  | +0106 517,  | État-Libre     |
| 56   | Stilfontein      | +0039 644,  | +0053 590,  | +0105 209,  | Nord-Ouest     |
| 57   | Warm Baths       | +0013 439,  | +0033 471,  | +0103 012,  | Limpopo        |
| 58   | Potgietersrus    |             | +0090 685,  | +0102 917,  | Limpopo        |
| 59   | Piet Retief      | +0011 311,  | +0027 527,  | +0101 322,  | Mpumalanga     |
| 60   | Stellenbosch     | +0043 184,  | +0059 641,  | +0101 100,  | Cap-Occidental |
| 61   | Dundee           | +0010 776,  | +0024 918,  | +0101 093,  | KwaZulu-Natal  |
| 62   | Mabopane         |             | +0083 904,  | +0100 119,  | Nord-Ouest     |

### Sources
- (de) Cet article est partiellement ou en totalité issu de l’article de Wikipédia en allemand intitulé « Liste der größten Städte in Südafrika » (voir la liste des auteurs).